# Бордас, Херард
Херард Бордас Бахамонтес (исп. Gerard Bordas Bahamontes; род. 11 сентября 1981, Манреса) — испанский футболист, нападающий.

## Карьера
Херард начинал свою карьеру в «Манресе» из своего родного города. Оттуда молодой игрок попал в «Террассу», однако играл в этом клубе он нечасто и поэтому дважды играл в аренде, сначала в «Гаве», а потом в «Химнастике».
В 2004 году Херард перешёл в команду «Лорка Депортива», но задержался там всего на сезон и вернулся в «Террассу». Однако его снова держали в основном в запасе, поэтому год спустя он сменил «Террассу» на хорошо знакомую ему «Гаву», где форвард регулярно появлялся на поле в течение двух сезонов, проведённых в этом клубе.
В 2008 году Херард перешёл в «Вильярреал B», с которым он вышел в Сегунду и затем помогал команде в спасении от вылета на протяжении нескольких лет. В 2012 году Херард был переведён в главную команду, в составе которой он провёл две игры в Примере. Первую половину сезона 2012/13 его использовали в системе ротации «Вильярреала», а затем он перешёл на правах аренды в «Жирону».
Летом 2013 года Херард был выкуплен «Жироной».